# Timothy J. Mitchison
Timothy John „Tim“ Mitchison (* 1958 in Edinburgh) ist ein britisch-amerikanischer Zellbiologe und Professor für Systembiologie an der Harvard Medical School.
Timothy Mitchison ist der Sohn von Avrion Mitchison, der Enkel von Gilbert Mitchison, Baron Mitchison und Naomi Mitchison, ein Neffe von Murdoch Mitchison und Großneffe von J. B. S. Haldane und Urenkel von John Scott Haldane. Er wuchs in London auf und studierte an der Oxford University Biochemie (Bachelor als Abschluss 1980) und erwarb 1984 bei Marc Kirschner an der University of California, San Francisco (UCSF) einen Ph.D. in Biochemie und Biophysik. Als Postdoktorand arbeitete er bei Kirschner an der UCSF und bei David Trentham am National Institute for Medical Research in London.
1987 erhielt Mitchison eine erste Professur für Pharmakologie an der UCSF. 1997 wechselte er an die Harvard University, wo er und Stuart Schreiber Gründer des Institute for Chemistry and Cell Biology waren. Mitchison war 2004 Gründungsmitglied der Abteilung für Systembiologie (systems biology) und 2011 (unter anderen mit Peter K. Sorger) der Initiative für Systempharmakologie (systems pharmacology) der Harvard University. Hier war Mitchison unter anderem stellvertretender Leiter der Abteilung für Systembiologie und Ko-Direktor des dortigen Doktorandenprogramms.
Mitchison hat wesentliche Beiträge zur Erforschung der Biochemie, Dynamik und räumlichen Organisation der Mikrotubuli, des Spindelapparats und der Kinetochoren und ihrer Bedeutung für den Prozess der Zellteilung geleistet. So entdeckte er das Prinzip der dynamischen Instabilität der Mikrotubuli. Er befasst sich mit Fluoreszenz-unterstützter Darstellung der Prozesse in lebenden Zellen. In seinem Labor wurde der Kinesin-Inhibitor Monastrol entwickelt.
Timothy Mitchison ist mit der Biologin Christine Field verheiratet, das Paar hat zwei Adoptivkinder.

## Auszeichnungen (Auswahl)
- 1997 Mitglied der Royal Society[1]
- 2008 Mitglied der American Academy of Arts and Sciences[2]
- 2010 Präsident der American Society for Cell Biology[3]
- 2013 Keith R. Porter Lecture der American Society for Cell Biology[4]
- 2014 Mitglied der National Academy of Sciences[5]